# 熊谷典文
熊谷 典文（くまがい よしふみ、1915年（大正4年）11月30日 - 1999年（平成11年）4月1日）は、日本の官僚。通商産業事務次官で退官後、住友金属工業社長・会長。

## 来歴・人物
島根県浜田市出身。浜田中学、六高を経て、1939年（昭和14年） 東京帝国大学法学部法科を卒業し住友本社に入社する。
翌年、商工省（後、通産省）入省。同期に、吉國一郎、小島慶三など。
戦後、通産省重工業局長、官房長、公益事業局長、企業局長を経て、1968年（昭和43年） 通産事務次官就任。八幡製鐵・富士製鐵の合併を推進した。
1969年（昭和44年）に退官し、1971年（昭和46年）住友金属工業に入社、常務に就任。1972年（昭和47年）専務、1976年（昭和51年）副社長を経て、1978年（昭和53年）6月に社長に就任。1986年（昭和61年）6月会長、1988年（昭和63年）6月から1998年（平成10年）まで相談役。産業公害防止協会会長も務めた。
1999年（平成11年）4月1日、死去。83歳没。
岳父は金光庸夫。
孫はテレビ神奈川代表取締役社長の熊谷典和（2020年6月〜）

## 栄典
- 勲一等瑞宝章（1988年）[1][4]